# 心靈傳奇
《心灵传说》是2008年在任天堂DS推出的日式电子角色扮演游戏。游戏由南梦宫传说工作室开发，萬代南夢宮遊戲（現万代南梦宫娱乐）发行，为传说系列第11部正篇作品。游戏分「动画版」和「CG电影版」双版本，前者过场为Production I.G制作的动画，后者过场为白组公司的计算机成像（CGI）影片。游戏PlayStation Vita重制版《心灵传说R》由7th Chrod和万代南梦宫工作室成员开发，2013年3月在日本、次年在西方发行。《心灵传说R》2013年10月移植到iOS平台。

## 玩法
《心灵传说》和传说系列前作类型相同，都是带有动作要素的角色扮演游戏。游戏分地图和战斗两大部分。战斗采用2D纯渲染画面，场景界面为3D背景加2D角色精灵，动画部分则为系列首度采用3D。任天堂DS原版上屏幕显示主画面，下屏幕显示小地图和其它功能。游戏战斗并非随机触发，而是玩家和敌人图像接触的明敌方式。游戏保留了前作的小品（skit）系统，玩家可触发观看额外角色对话。
《心灵传说》和系列其他游戏一样，采用线性动作战斗系统（LMBS）——如同格斗游戏，玩家按键直接发动各类攻击，而一系列攻击会构成连击。而该作版本称为「连携空中LMBS」。战斗队伍由至多三人组成，玩家可选择一人操作，其他角色由人工智能自动控制。玩家可為AI角色分配战术，如注重防御、攻击最弱敌人。《心灵传说》和PlayStation 2版《宿命传说》的系统相似，该作玩家要靠消耗“情绪槽”（EG）来行动，玩家完成一系列行动后，情绪槽就会以角色能力值恢复；此外情绪槽高到一定程度时，角色防御力会下降。此外玩家还可以消耗“连携槽”（CG），让其它角色执行预先设定的指令，并可看准时机发动合体技能；此外发动强力“秘奥义”也消耗连携槽。击败敌人会得到道具和素材，玩家可用想听素材强化武器，如提升能力值与解放新术技。玩家解放一定能力后即可进化武器，升级时都有三种方向选择，如偏向能力值和防御技。
PlayStation Vita重制版《心灵传说R》改用3D环境和纯渲染角色模型。该版重新设计了战斗系统，名为“弧线追击线性动作战斗系统”，其中参战角色增加到4人。战斗中将敌人击飞后，角色可由“追击连线”瞬移过去持续连击。在正确时机选择同伴，可发动追击交叉攻击，按下攻击键可发动最终招式。该版本重新加入了食谱料理等系列要素，另外遇敌方式改为随机。角色升级时能获得灵武构筑点数（SBP），角色成长方向由玩家配点决定。重制版除保留角色原版秘奥义外，又新增了一个秘奥义；此外游戏还引入了合体秘奥义，可由特定双人组合发动。角色装备饰品“连击指令”后，可以看到所有术技的按键组合。

## 情节

### 设定
《心灵传说》中有原界和结晶界（也称作“白月”）两个世界，游戏主要发生在原界。结晶界在游戏故事的2000年前爆发战争，结晶人利用原界人制造了活武器梦魇。梦魇会入侵心灵，攻击心灵力量具型化的“心灵晶核”，心灵受损者则称患上了“心病”。与此同时，一些结晶人制作了能够连接心灵的灵武，希望借此办法让所有人互相理解。
在游戏故事的时期，结晶界已然毁灭，梦魇到原界继续威胁人类，而部分人持有灵武，可以连接心灵治疗心病。原界除了灵武外，还残留其它结晶界文明，如原界流传的“荆棘之森”——机动结晶城圣德利昂。一些结晶人将心灵寄宿于原界人身上，故他们的守护机器人也在原界行动。游戏开始时原界由马库斯帝国统治，该国18年前赢得“统一战争”一统天下。

### 角色
- 辛格·梅迪奥莱德 － 本作的主角。角色由柿原徹也配音。
- 琥珀·哈茲 － 本作的女主角。角色由井上麻里奈配音。
- 翡翠·哈茲 － 琥珀的哥哥。角色由松風雅也配音。
- 伊涅絲·勞倫茲 － 一開始時以辛格及翡翠賣身給其商旅為由，給予翡翠靈器。後來加入辛格一行人的隊伍。實為帝國軍部特殊部隊的少校，在心愛的上司因心病而死後，立志要為其報仇，並照顧其女兒。角色由伊藤静配音。
- 貝莉露·班尼特 － 角色由千葉紗子配音。
- 肯塞特 － 莉琪亞機器守護騎士。角色由鄉田穗積配音。
- 卡爾塞多尼·亞卡姆 － 結晶騎士團十三番隊隊長。原版并非操作角色，重制版改为玩家角色。角色由神谷浩史配音。
- 加拉多·格利納斯 － 重制版新角色，加拉多因20年前發生的心病而失去妻女，以失去妻女為契機而開始使用靈器。他一眼看出侵蝕琥珀的心病是非常特殊的類型，認為找出拯救琥珀的方法也跟杜絕心病有所關聯，因此決定與辛格等人結伴旅行。因琥珀和死去的女兒身影相似，有時會有情緒化的一面。角色由石川英郎配音。

### 故事
辛格·梅迪奥莱德和爷爷杰克斯住在偏远的渔村，辛格为成为心术士而每日训练。一日他在海边遇见琥珀和翡翠，二人在寻找灵武，现遭女机器人英卡洛斯追杀。正当他们在祠堂拿到灵武时，英卡洛斯出现并发动攻击；冲突中赶来杰克斯遭受重伤，琥珀也因英卡洛斯的魔法染上心病。没有经验的辛格用灵武进入琥珀的心灵，遇到自称寄宿于琥珀心灵的结晶人莉琪亚。莉琪亚察觉到辛格心中有股敌意的危险力量，正随他的愤怒爆发出来，便让琥珀的心灵晶核破碎四散。琥珀的心灵晶核碎片飞散到世界各地，辛格觉得自己应当负责，便与翡翠同行恢复琥珀的心灵。途中伊妮斯、贝莉露和肯扎特加入队伍，一行卷入马库斯帝国军方和教会的斗争中。此外他们还要阻止特务部队头脑希尔巴，利用结晶技术报复帝国建立新秩序。辛格等在飞艇要塞圣德利昂入口和希尔巴决战，接着英卡洛斯称自己利用了希尔巴，并当着辛格将他杀害。她这样将辛格激怒，唤醒了辛格体内，主人克里德·古拉法伊特的心灵。克里德和莉琪亚用宿主之身短暂交战后，莉琪亚将封印解放，两名结晶人回到各自肉体。
莉琪亚用传送术让一行逃走，并自称要阻止结晶界争端。2000年前的结晶界，克里德、莉琪亚和姐姐弗洛拉制造了巨型梦魇卡尔达尼亚，希望利用它终结战争，结果卡尔达尼亚暴走，将结晶界的心灵吞噬干净，最终星球白化。弗洛拉用自己将封印住卡尔达尼亚，克里德一心想将她救出却遭莉琪亚制止，冲突让二人精神从肉体分离，他们接着寄宿于原界人斗争至今。克里德认为卡尔达尼亚中的结晶人心灵还活着，希望利用原界心灵救出弗洛拉，重建结晶界。琥珀和辛格之后又得知，为何他们是莉琪亚和克里德的宿主：克里德18年前的宿主是当时马库斯皇帝基尔科尼亚，而莉琪亚寄宿于琥珀母亲艾欧拉。艾欧拉和辛格母亲多娜也持有灵武，她们和杰克斯等人结成队伍挑战克里德。艾欧拉的心灵最后一战中遭破坏，莉琪亚不得不转移到她肚子中琥珀上。克里德也被迫舍弃宿主基尔科尼亚，企图进入多娜的身体，多娜在未出世辛格的思念力支援下，封印了克里德。辛格知道事实后失去信心，但在琥珀的帮助下走了出来。
克里德控制了圣德利昂，放出梦魇攻击人类。辛格一行和卡尔塞多尼小队调停了马库斯帝国派系斗争，号召全世界齐心抵抗梦魇。接着他们寻找素材，进化卡尔塞多尼的翼形灵武，飞上了天空。灵武飞空时莉琪亚发现自己心灵力量开始衰弱。一行突入圣德利昂和克里德对决，结果被甩到结晶界，克里德先行去卡尔达尼亚。在结晶界到卡尔达尼亚的传送塔中，一行彻底击败英卡洛斯，以她为传送能量源来到卡尔达尼亚。一行没来得及阻止克里德解放弗洛拉、启用卡尔达尼亚。克里德和卡尔达尼亚融合，但被辛格一行击败。辛格等人和存活的结晶人心灵逃走，克里德则随卡尔达尼亚毁灭。知道结晶界或能重生后，时日无多的莉琪亚进入肯扎特的心灵长眠。其他人回到辛格的村庄，辛格向琥珀告白。

## 開發與發行

### 原版
《心灵传说》在2006年冬PlayStation 2重制版《宿命传说》调试完成時構思，實際製作則從次年春季开始。马场英雄担当制作人，这是他首款擔當制作的传说游戏。开发团队由“仙乐团队”（负责系列3D作品）和“宿命团队”（负责2D作品）成員融合而成。《心灵传说》取用了《宿命传说》重制版的多项概念。開發團隊希望和家用机并行制作掌上机本传游戏，并希望带来不输家用机的体验。他们起初計畫在任天堂DS上重製《宿命传说》，但限于掌上機能力改變計畫。该作如同系列它作品，也有特有种类名称，称作“与心相会的RPG”，該名稱傳達“人與人心灵相通”的訊息。角色由系列主设计师之一的猪股睦美设计。她當時還同時負責《圣洁传说》，覺得同时设计两款游戏很累。角色名称多以礦石或寶石命名，製作人員在開發初期就定了這些名稱，開發中期曾想換回常規名字，但已為時過晚。
尽管之前已有《暴风传说》和《圣洁传说》兩款任天堂DS传说作品，但該作為南梦宫传说工作室的首度嘗試该平台，故团队成员制作非常积极。总监宮寺直人称表示，界面设计和硬件限制是一大开发难题，要编程时不断试错。团队起初想做DS触摸屏操控战斗，但该想法最后未获采用，成品游戏也基本没用到触摸屏。《心灵传说》按过场分为“动画版”和“CG电影版”两个版本，动画版过场由Production I.G制作，CGI过场由公司白组负责。白组之前制作了《宿命传说》重制版的事件影片，这次《心灵传说》的CGI过场由CG监督小池学负责。角色模型主要由3人完成，虽然他们对猪股原画的3DCG实现表示担心，但马场反复检查了视觉效果。因为CG的对话台词删去不少，动画也随之能一句句对口型制作。分版本销售乃开发团队的新尝试，发行后他們發現動畫版比CG版更受爱好者欢迎。马场游戏发行后在Siliconera的采访中，以故事和技术成就为理由，向西方玩家推荐该游戏。游戏原定2008年12月11日推出，后延期一周在18日发行。因和史克威尔艾尼克斯的PlayStation Portable独占游戏《最终幻想 纷争》同日发行，万代南梦宫举办了一系列活动宣传《心灵传说》，并为预购者赠送多种赠品。原版《心灵传说》未在西方推出，2009年爱好者自行翻译了英文版本。
《心灵传说》原声由系列主作曲樱庭统、田村宏史和田村信二（以青山响名义）谱写。游戏主题曲为《永远的明天》，由日本摇滚乐队Deen创作演唱。Deen曾为原版《宿命传说》演唱过主题曲。此外“CG电影版”游戏还附有《心灵传说CG电影版 特典 视觉&原声音乐DVD》，该DVD收录了多首改编版游戏乐曲。日本贝塔斯曼2008年12月10日发行了官方原声专辑《心灵传说原声音乐》，该专辑共含两CD。
游戏还有漫画、广播剧等改编作品。菅野光2008年12月至2009年6月间在《漫画传说》上连载了同名漫画，情节到辛格等踏上寻找琥珀晶核旅途为止。里井绫则在该杂志上连载四格漫画《心灵传说 戏仿卡通 大家的H》。游戏有5卷改编广播剧CD，2009年9月至2010年1月间发行。此外游戏还有多册攻略本。

### 重制
《心灵传说R》主要由日本工作室7th Chord开发，万代南梦宫工作室派出内部员工协助。游戏为《心灵传说》完全重制版，主剧本完全配音、加入新操作角色并改用3D画面，Production I.G在“动画版”内容之外，又新制了十多篇过场动画。因“CG版”的爱好者反响不佳，此次没有推出CGI过场。游戏采用新种类名称“新的与心相会的RPG”，制作人员也有变化：直井啓訓接替宮寺直人宮寺直人的总监一职，大舘隆司和村北美夏担任新制作人。角色设计继续由猪股睦美担当。《心灵传说R》利用了较早开发的《圣洁传说R》的技巧，在保留原版故事和主题的基础上改变作品。游戏和《圣洁传说R》并行开发，许多员工同时参与两个项目。《心灵传说》编剧山本尚基和《圣洁传说R》改编编剧前田圭士合作编写新故事内容。原版制作人马场希望新游戏能“珍惜原版里迅速感与浮空感”。游戏除系统和故事要素外，还新增了卡爾塞多尼和加拉多·格利納斯两名操作角色，其中加拉多为原创角色。卡爾塞多尼在《心灵传说》中无法入队，制作者希望以队员身份表现他同其他角色的关系。最初设计中加拉是女性，但最终按村北“引导队伍的大人”的构思定为男性。猪股绘制角色时自己加上了太阳镜，这一设计获大舘等人称赞。《心灵传说R》收录了中村和宏和樱庭统的改编曲。
2012年早期有了就《心灵传说R》的推测。《圣洁传说R》片尾有两处游戏暗示，一是“将在接下来的重新想象中继续”的文字信息，二是绘有《心灵传说》和《暴风传说》角色的迷宫插画。媒体据此猜测《暴风传说》和/或《心灵传说》或将重制。2012年10月一期《周刊少年Jump》正式介绍了《心灵传说R》。万代南梦宫起初未计划推出英文版，但公司在西方大力宣传系列，当地爱好者又多次请愿英文化，故公司在欧美推出了新近发行的《心灵传说R》。英文化消息2014年4月正式公布。因Vita卡带容量有限加之爱好者请愿，游戏没有按照寄望惯例，而是用日版配音搭配各语言字幕。
《心灵传说R》分为标准版和特典版“连接版”，特典版另收录游戏主题配件和Vita外设。购买首批《心灵传说R》的用户还可下载特别游戏《心灵传说R 无限进化》，该游戏使用《心灵传说》画面引擎，故事和游戏主线无关，玩家扮演辛格一行和敌人战斗，关卡难度成倍增加。官方后推出追加下载服装，包括“偶像”“校园”“女仆”“管家”主题衣装和历代角色衣装。《心灵传说R》后移植于iOS移动设备，2013年10月在日本独占发行。北美实体版游戏由GameStop独家零售，数字版可在PlayStation Store下载。欧洲推出一日特别版“灵武连接”版，内中收录三套《宵星傳奇》服装。此外该版本还含一条代码，用户凭此码参与比赛，可从五套日本收藏版《心灵传说R》中赢取一套，该收藏版游戏收录马场特别祝贺视频，同时外壳印有获奖者的名字。游戏预购者还能下载特殊角色服装DLC。该服装DLC还在北美精选商店推出。商店还隨实体版推出限量数字版。《心灵传说R》兼容PlayStation TV。
無糖党《漫画传说》上连载了《心灵传说R 追忆之海蓝》，讲述卡尔塞多尼和青梅竹马帕拉巴的背景故事；一迅社则2013年6月25日出版了《心灵传说R 漫画选集》。官方攻略《心灵传说R 官方完全攻略》2013年3月14日发行。

## 评价

### 任天堂DS
因《純真傳奇》銷量很高，万代南梦宫對《心灵传说》也报很大期望，预备出货量40万。《心灵传说》发行当周分别登上Fami通和Media Create销量榜第四与第五位。Media Create统计游戏首周销量13.7万套，其中“动画版”销量12.2万，“CG电影版”销量1.5万，總銷量高于《圣洁传说》同期。而Fami通的统计数字略高，首周销量14.1万。双版本到年底合计售出17.7万套，在Fami通2008年百大畅销游戏中排名第72。游戏到2009年底时售出26万。
《Fami通》编辑称赞战斗系统“很有趣”、“故事分量足”、动画和CG过场素质特别值得一提。而主要批评是双版本在过场之外还有细小不同。日本网站Game Watch Impress称游戏为佳作，多个方面都达到系列家用机作品基准，完全能让系列爱好者满意。西方网站RPGFan的安德魯·巴克评论并高度称赞了“动画版”，他称赞故事打破了系列叙事套路、画面“杰出”、音乐“优秀”，还正体赞扬了战斗系统和画面。游戏还获该网站“编辑推荐”奖。中国大陆杂志《游戏机实用技术》称赞了游戏分量，认为战斗系统略显简单但很容易上手。
原声专辑所获评价不一。RPGFan的帕特里克·江恩称，本作原声专辑在三款任天堂DS传说游戏中最强，但比之主机传说游戏原声仍有不足。Game-OST的马克斯·内维尔也认为原声有优有缺，专辑和樱庭统之前传说配乐太过相似。他对一些曲目表示满意，但也觉得部分乐曲不对口味。歌曲发售首周打入公信榜第6，并上榜8周。江恩和内维尔对歌曲和原声各改编版表示称赞，内维尔称之为“魅力动情的摇滚谣曲”，江恩则谓之“很棒的片头单曲”。

### PlayStation Vita
《心灵传说R》日版商业上同样成功，首周销量5.5万胜过Vita前作《圣洁传说R》。游戏到当年6月时售出7.5万，并于年度销量榜排名第50。《Fami通》为《心灵传说R》打出34/40分，略高于原版游戏。杂志称游戏战斗比《心灵传说》“更为刺激”，并总体称赞了新增故事。他们还称赞图形全面革新，称其为“骨子里真正的传说”。《电击PlayStation》也对游戏表示称赞，他们对主线剧情全配音、新玩家角色、战斗系统多个方面表示称赞。评论主要批评“没厚度感”的画面和战斗系统多项要素，如没有角色支援技和伙伴AI。
西方评价观点不一，范围涵盖利弊兼具和积极称赞，Metacritic汇集23篇评论的平均打分为77/100。评论普遍称赞游戏系统。RPGFan的约翰·麦克卡罗尔称，战斗系统凝结多种元素，“体验非常舒畅”，不过他认为该作系统不如《美德傳奇》；Destructoid的凱爾·麥格雷戈则称体验“可以很有趣”。Hardcore Gamer的亚当·贝克称战斗“在掌机系统上效果完美”，Game Informer的金伯利·华莱士称，战斗系统快节奏且功能多样，感觉“很激情”。《电子游戏月刊》的安德鲁·菲奇认为战斗系统有利有弊，他称战斗体验不如传说前作流畅，并不满于将原版明敌系统改为随机遇敌。
媒体对游戏故事褒贬不一。贝克认为角色如杂锦拼盘，特别对琥珀贯穿情节的病无甚印象，她和辛格的尴尬的爱情“就像是强加的”。华莱士称故事“俗气下流”，他自谓虽没很认真对待故事，但印象着实不深，麦克卡罗尔也对故事和角色印象平淡。麥格雷戈感觉故事“越来越沮丧”，不过他也称赞角色并非样板而似真人。菲奇的观点和其它编辑不同，他对故事总体满意，认为《心灵传说R》是近期传说作品中，角色和故事最棒的一个。西方媒体点到英版和日版文本差异：菲奇称这是“鉴于最终取消英文配音而作”，麦克卡罗尔则指出部分角色名称不同，但他认为直接沿用日版名并非上策。麥格雷戈虽不介意安装界面无英语选项，但他担心这一情况会遭争议。動畫新聞網的托德·肖莱克将作品排在2014年遭忽略游戏榜的第二，称发行手段及时间临近《无限传说2》影响了游戏名气。

## 外部連結
- 官方网站 （日語）
- PlayStation Vita版官方網站：日版、英文版